# Saint-Jean-le-Vieux (Pirineos Atlánticos)
Saint-Jean-le-Vieux (en euskera Donazaharre, contracción de Donibane zaharra y en español San Juan el Viejo) es una población vasca y comuna francesa, en la región de Aquitania, departamento de Pirineos Atlánticos, en el distrito de Bayona y cantón de Montaña Vasca.

## Heráldica
En campo de oro, nueve besantes tortillos de plata y gules, puestos en tres palos de a tres.

## Historia
En época romana, Saint-Jean-le-Vieux pudo ser la mansio situada al pie de los Pirineos y denominada como Imus Pyrenaeus, según el itinerario de Antonino, una compilación del siglo IV, aunque basada en mapas del año 211.
Fue una de las parroquias que conformaba la Tierra de Cisa, dependientes de la diócesis de Bayona y núcleo fundamental de Ultrapuertos durante el dominio medieval del Reino de Navarra, desde el siglo XII hasta principios del siglo XVI.

## Demografía
| Gráfica de evolución demográfica de Saint-Jean-le-Vieux (Pirineos Atlánticos) entre 1800 y 2012 |
|                                                                                                 |

Fuentes: Ldh/EHESS/Cassini e INSEE.